# Stublina (gmina Aleksinac)
Stublina (cyr. Стублина) – wieś w Serbii, w okręgu niszawskim, w gminie Aleksinac. W 2011 roku liczyła 157 mieszkańców.